# Marcel Pourtout
 (mai 2016).
Si vous disposez d'ouvrages ou d'articles de référence ou si vous connaissez des sites web de qualité traitant du thème abordé ici, merci de compléter l'article en donnant les références utiles à sa vérifiabilité et en les liant à la section « Notes et références ».
Marcel Pourtout est un carrossier automobile et homme politique français né le 12 février 1894 à Saint-Aignan-sur-Cher (Loir-et-Cher) et mort le 29 août 1979 à Rueil-Malmaison (Hauts-de-Seine).
Il est le fondateur de la Carrosserie Pourtout et a été maire de la commune de Rueil-Malmaison pendant presque 30 ans, de 1941 à 1971, avec une interruption de 1944 à 1947.

## Biographie
En 1906, alors âgé de douze ans, Marcel Pourtout entre en qualité d’apprenti bourrelier chez un petit carrossier de Puteaux, avec pour seul diplôme son certificat d’études. En 1913, il est employé chez Krieger, un fabricant de petites voitures électriques. Lorsque la guerre est déclarée en 1914, il part pour cinq ans. À son retour, il est embauché dans les ateliers De Dion à Puteaux, et se marie en 1919. Il travaille ensuite chez un garagiste de Bougival, avec un statut particulier lui permettant d’être à son compte au sein de l’entreprise. Il travaille également pour le carrossier Manessius.

### Création de la carrosserie Pourtout
En 1923, il est contremaître chez Aubertin, carrossier à Levallois. Lorsque ce dernier quitte les affaires, Marcel Pourtout décide de s’installer à son compte à Bougival, avec une dizaine de compagnons. En 1925, la Carrosserie Pourtout est née. En quelques années, les nombreuses commandes lui permettent de rembourser les sommes empruntées, et en 1928, il doit ainsi agrandir ses ateliers. Il quitte Bougival pour l'avenue Paul-Doumer à Rueil-Malmaison en 1936, et les effectifs de la carrosserie sont alors d’une cinquantaine d’ouvriers. Depuis sa création, il tient l’entreprise avec sa femme, qui s’occupe de la comptabilité. Les créations d’avant-guerre sont essentiellement des voitures à l'unité, aérodynamiques, sportives, ou des petites séries. Tous les ans, Marcel Pourtout expose ses nouveautés au Salon de l’automobile dans un stand qu'il loue.

### Seconde Guerre mondiale

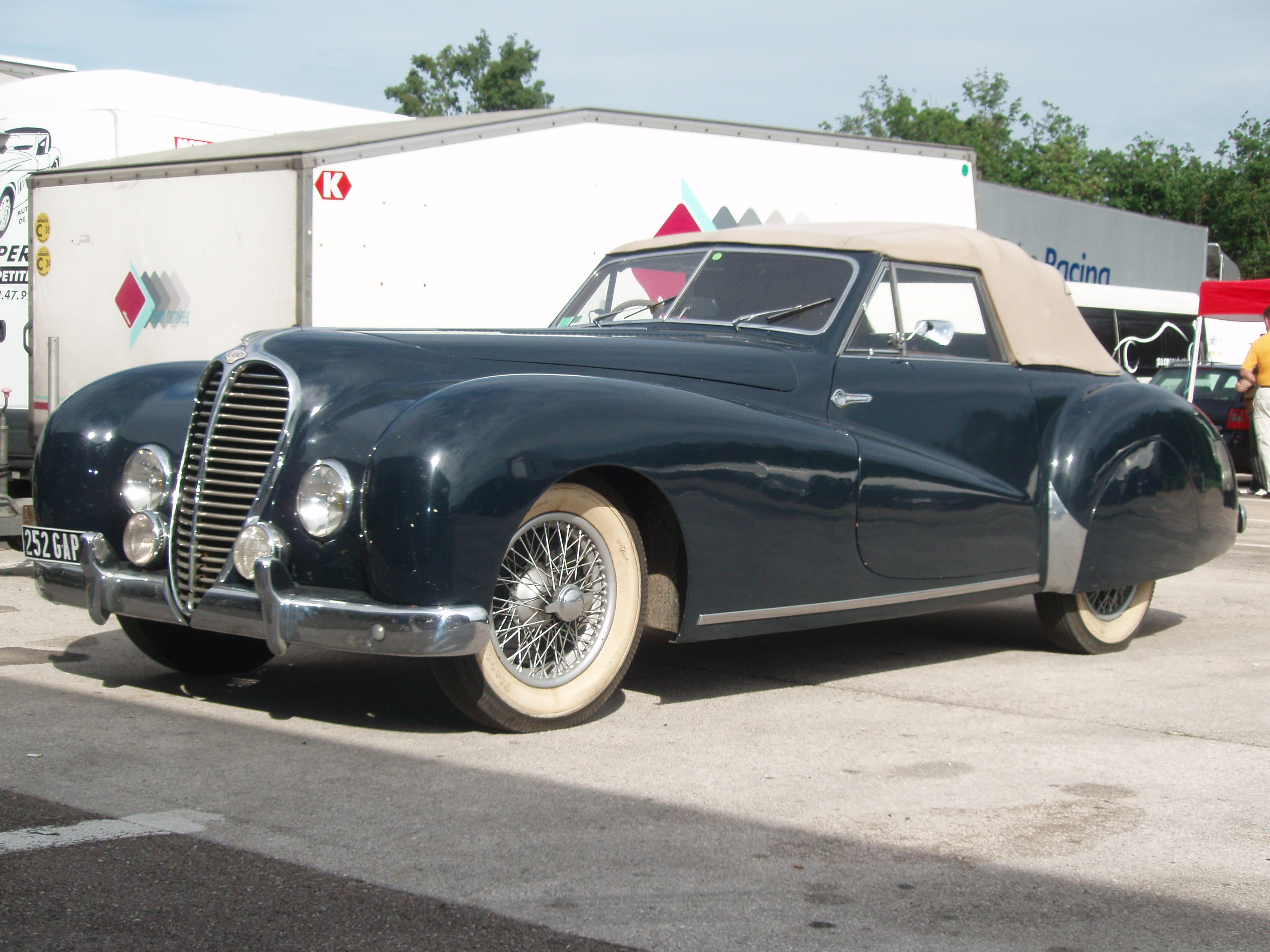
Cabriolet Delahaye type 135 MS Carrosserie Pourtout.

Avec la Seconde Guerre mondiale, ses activités vont se ralentir, et Marcel Pourtout sera nommé maire de Rueil-Malmaison en 1941, en raison de sa fonction de chef d’entreprise - conséquente pour l’époque. Durant le conflit, la Carrosserie Pourtout va réaliser dans ses ateliers des ambulances, sur des châssis Chevrolet. De 1947 à 1952, la Carrosserie Pourtout sera encore présente au Salon de l’automobile, mais ce sera la fin des « Belles d’avant guerre », notamment à cause de la mort du dessinateur automobile et résistant Georges Paulin. Après avoir réalisé encore un certain nombre de carrosseries prestigieuses, Marcel Pourtout finira par s’orienter plus tard, avec ses fils Claude et Jean-Pierre, vers les réparations de carrosseries accidentées avec avis d'experts et la construction de véhicules industriels et publicitaires, en plus de sa fonction de maire.
Il sera également président du conseil général de Seine-et-Oise.

## Récompenses et décorations
- Marcel Pourtout est officier de l'ordre national de la Légion d'honneur, médaillé militaire, décoré de la croix de guerre 1939-1945, officier des Palmes académiques, et maire honoraire de Rueil-Malmaison.
- En 2017, le concours d'élégance automobile Chantilly Arts & Elegance Richard Mille consacre au Concours d'État une classe « Grand carrossier français » à Marcel Pourtout.